# Magdaleno (paroisse civile)
Magdaleno est l'une des cinq paroisses civiles de la municipalité de Zamora, dans l'État d'Aragua au Venezuela. Sa capitale est Magdaleno.

## Géographie

### Démographie
Hormis sa capitale Magdaleno, la paroisse civile possède plusieurs localités :
- Agua Clara
- El Pedregal
- La Huérfana
- Magdaleno
- Sabana Grande
- Tucupido